# Seznam postav seriálu Hra o trůny
Toto je seznam postav, rodů a spolků, které se vyskytují v seriálu Hra o trůny, který je volně inspirován knižní ságou Píseň ledu a ohně,  případně v dalších dílech z téhož fikčního světa (například Rod draka). Události a postavy seriálového fikčního světa se mohou výrazně lišit od stejně pojmenovaných reálií ve fikčním světě knižní předlohy. 

## Rod Allyrionů
Je rodem z Dorne. Jejich sídlem je hrad Boží hrob, který se nachází na soutoku řek Důtky, Vaith a  Zelenokrvavice.
- Lady Delonne Allyrion, lady z Božího hrobu
  - Ser Ryon Allyrion, její syn a dědic.
    - Ser Daemon Sand, Ryonův bastard, známý jako „Bastard z Božího hrobu“.
    - Ryonovy dva synové, s jeho manželkou Ynys Yronwood.

## Rod Arrynů

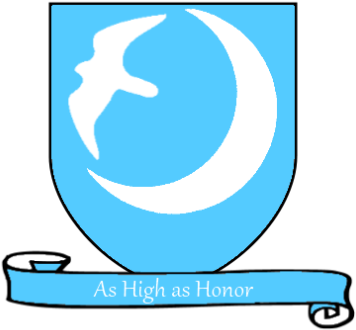
Erb Arrynů a jejich slova: „Tak vysoko, jako čestně“

Arrynová jsou rodem vládnoucí v Údolí Arryn. Je to jedna z nejstarších a nejčistších linií andalské šlechty. Arrynové sídlí na nedobytném hradu v Údolí, Orlím hnízdě. Slova Arrynů zní: „Tak vysoko, jako čestně“.
Hned v prvním díle seriálu se dozvídáme, že Jon Arryn, strážce východu a pobočník krále Roberta I. Baratheona, zesnul. To se stane hybatelem všech dramatických událostí první série, které vyústí smrtí krále Roberta i strážce severu Eddarda Starka. Jon Arryn totiž spolu se Stannisem Baratheonem odhalili velké tajemství královny Cersei: její tři děti nejsou královy, nýbrž byly počaty z incestního vztahu mezi královnou a jejím bratrem Jaimem. Zatímco Stannisovi se podaří uprchnout, Jon Arryn je otráven. jeho žena Lysa i malý nemocný chlapec Robin uprchnou zpět na nedobytné Orlí hnízdo.
Zde Lysa odmítá žádosti o pomoc různých frakcí ve Válce pěti králů, díky čemuž zůstává Údolí nedotčené útrapami bojů.
Ve čtvrté sérii do Údolí uprchnou Petyr Baeliš a Sansa Stark, na útěku po událostech kolem vraždy krále Joffreyho. Petyr si nejdřív bere již zcela šílenou Lysu, aby ji následně shodil z Měsíčních dveří a zmocnil se vlády nad Údolím jako regent za nezletilého Robina Arryna. Z tohoto titulu uspořádá sňatek mezi Sansou a Ramsayem Boltonem.
V šesté sérii přesvědčí Malíček lordy Údolí, aby vytáhli do boje proti armádě Ramsayho Boltona, který hrozí podmanit si celý Sever. Petyr si od toho hlavně slibuje přízeň Sansy. I když se plán podaří a Ramsay je poražen a zabit, Malíčkův záměr je zmařen. Vládcem Severu se nestává Sansa, nýbrž její bratr, Jon Sníh, Bílý vlk, jemuž následně přísahají věrnost i lordi Údolí v čele s Yohnem Roycem.
- {lord Jon Arryn}, lord Orlího hnízda, obránce Údolí, strážce východu, pobočník krále Roberta, otráven Lysou.
  - {lady Lysa Arryn}, Jonova třetí žena a jeho vdova, sestra Catelyn z rodu Tullyů, šílená. Vládla Údolí jako regentka za Robina. Po sňatku s Malíčkem vyhozena Měsíčními dveřmi.
  - Robin Arryn, neduživý chlapec, lord Orlího hnízda a obránce Údolí. V současné době vychováván v sídle lorda Yohna.

ve službách Arrynů:
- {ser Vardis Egen}, kapitán stráží. Zabit žoldnéřem Bronnem v souboji při soudu nad Tyrionem Lannisterem.
- Mord, brutální žalářník na Orlím hnízdě.
- lord Yohn Royce, pán Runokamene a jeden z lordů Údolí. Na svém hradě vychovává mladého lorda Arryna.
- lady Anya Waynwood, urozená lady z Údolí a paní Železodubu.

## Rod Baratheonů

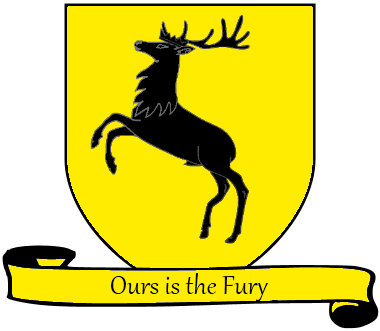
Erb rodu Baratheonů a jejich slova: „Naše je zuřivost“

Rod Baratheonů je nejmladším z velkých rodů. Zakladatel rodu, Orys Baratheon, nevlastní bratr Aegona Dobyvatele, dostal do úschovy Bouřlivé krajiny za vítězství nad Argilakem Arogantním, posledním bouřlivým králem. Baratheonové jsou známí jako divocí a obtížně zvladatelní, opovrhují politikou. Slova Baratheonů jsou: „Naše je zuřivost“.
Král Robert I. Baratheon získal korunu, když ve slavné rebelii svrhl tyranskou vládu Aeryse II. Targaryena. Vládl mnoho let, nejdříve s pobočníkem Jonem Arrynem a později Eddardem Starkem. Byl zabit na lovu divokým kancem. Po jeho smrti se trůn octl v režii Lannisterů. (Jeho děti byly ve skutečnosti potomky královny Cersei a jejího bratra Jaimeho.)
Zároveň se o trůn přihlásili i jeho bratři: Stannis a Renly. Renly byl vzápětí zavražděn Stannisem pomocí černé magie, zatímco Stannis sám, lord Dračího kamene, byl poražen v obří bitvě na Černovodě, kde jeho loďstvo padlo do pasti nastražené Tyrionem Lannisterem a bylo zcela zničeno. Stannis poté strávil dlouhou dobu na Dračím kameni, a snažil se opět shromáždit zbytky svých věrných. Na konci čtvrté série vytáhl ke Zdi, kde významnou měrou pomohl porazit Divoké shromážděné pod Mancem Nájezdníkem.
V páté sérii vytáhl Stannis se zbytky své armády na Zimohrad, kde byl však na hlavu poražen. Stannise, posledního Baratheona, popravila žena-válečnice Brienne z Tarthu, členka Královské gardy jeho bratra Renlyho.
- {král Robert I. Baratheon}, král Sedmi království. Na rozkaz Cersei Lannister otráven Lancelem Lannisterem, načež jej napadne divoké prase a rozpáře ho.
  - {královna Cersei Lannister}, královna Sedmi království z rodu Lannisterů, v incestním vztahu se svým dvojčetem Jaimem. Po Robertově smrti vládla jako královna regentka postupně za své syny Joffreyho i Tommena. Později zbavena moci a odsouzena k zahanbujícímu trestu – projít nahá uličkami Králova přístaviště před zraky obyčejných obyvatel. Z pomsty nechala zapálit sklady divokého ohně pod městem – při následném výbuchu zemřela většina jejích politických odpůrců. Korunována královnou Cersei I. Spojila se s Euronem Greyjoyem a Harrym Stricklandem, velitelem Zlatého společenství. Zemřela pod sutinami Rudé bašty.
  - {princ Joffrey Baratheon}, korunní princ, sadistický a šílený. Po Robertově smrti korunován jako Joffrey I., následně však otráven na vlastní svatbě Olennou Tyrell.
  - {princezna Myrcella Baratheon}, dcera Jaimeho a Cersei, provdána za Trystana Martella. V Dorne se však stala obětí politických intrik na tamním dvoře – byla otrávena Ellarií Písek.
  - {princ Tommen Baratheon}, nejmladší syn Jaimeho a Cersei. Po Joffreyho smrti korunován jako Tommen I. Vzal si krásnou Margaery z rodu Tyrellů. Když však Margaery zemřela při výbuchu Baelorova septa, spáchal sebevraždu skokem z okna.
  - Gendry, nemanželský syn Roberta, kovářský učeň. Přidal se k Bratrstvu bez praporců, později odveden Melisandrou z Ašaje na Dračí kámen. Zde měl být upálen jako oběť Pánu světla, ale byl na poslední chvílí zachráněn Davosem Mořským. Stal se kovářem v Bleším zadku a později se s Davosem vrací na Sever, aby se účastnil Jonovy výpravy za Zeď. Legitimizován královnou Daenerys Targaryen po bitvě o Zimohrad.Stal se novým lordem Bouřlivého konce.
- {lord Stannis Baratheon}, mladší bratr Roberta, lord Dračího kamene. Po smrti svého bratra prohlásil sám sebe králem Stannisem I. Nechal zavraždit svého bratra Renlyho, později prohrál bitvu na Černovodě. Porazil Manceho Nájezdníka u Zdi, prohrál bitvu u Zimohradu a následně popraven Brienne z Tarthu.
  - {lady Selyse Florent}, Stannisova manželka. Oběsila se poté, co Stannis nechal upálit jejich dceru Shireen.
  - {Shireen Baratheon}, jejich dcera. Upálena na hranici jako oběť Pánu světla na přání lady Melisandry.
- {Renly Baratheon}, lord Bouřlivého konce. Po Robertově smrti se prohlásil králem Renlym I. a s podporou Tyrellů vytáhl na Královo přístaviště. Zavražděn černou magií Melisandry z Ašaje na příkaz svého bratra Stannise.

ve službách Roberta:
- {Varys}, eunuch z Lysu, zvaný Pavouk, mistr našeptávačů, skrytý přisluhovač Targaryenů. Pomohl utéct Tyrionu Lannisterovi. Pomáhal královně Daenerys získávat spojence.,Upálen dračím ohněm za zradu.
- ser Ilyn Payne, vykonavatel královy spravedlnosti. Popravil lorda Eddarda Starka.
- {Sandor „Ohař“ Clegane}, tělesný strážce prince Joffreyho, bratr Gregora. Po bitvě na Černovodě dezertoval a potuloval se Říčními krajinami. Na čas zajal Aryu Stark, později těžce raněn rytířkou Brienne z Tarthu. Po zotavení se přidal k Bratrstvu bez praporců. Byl s králem Jonem Sněhem na výpravě za Zdí. Bojoval v bitvě o Zimohrad. Zemřel při dobývání Králova přístaviště, když se zhroutil do plamenů.
- {Janos Slynt}, velitel Městské hlídky. Tyrionem Lannisterem poslán do Noční hlídky. Zde popraven Jonem Sněhem za neuposlechnutí rozkazu.
- {Lancel Lannister}, panoš krále, bratranec královny. Původně Cersein skrytý milenec, v páté sérii se ale přidal mezi náboženské fanatiky kolem Nejvyššího vrabčáka. Zemřel během výbuchu Baelorova septa v Králově přístavišti.

ve službách Renlyho:
- Brienne z Tarthu, ošklivá dědička Tarthu, válečnice, členka Renlyho Duhové gardy. Po Renlyho smrti vstoupila do služeb Catelyn Stark. Catelyn ji poslala dovést Jaimeho Lannistera do Králova přístaviště. Později se spolu s Podrickem Paynem vydala hledat Aryu a Sansu. V šesté sérii našla Sansu u Zimohradu; Sansa ji poslala vyjednat spojenectví s Černou rybou Tullym. Nyní neznámo kde v Říčních krajinách.

ve službách Stannise:
- ser Davos Mořský, bývalý pašerák, lord z Dešťolesa pobočník krále Stannise, těžce raněn na Černovodě. Po Stannisově pádu se přidal k věrným Jona Sněha na Černém hradě, kde pomohl porazit vzbouřence vedené Alliserem Thornem. Později pomohl porazit Ramsayho Boltona a byl jeden z lordů, kteří provolali Jona Králem Severu. Poté, co byl Bran zvolen králem, byl Davos jmenován mistrem lodí.
  - {Matthos Mořský}, jeho syn. Padl na Černovodě.
- {Melisandra z Ašaje}, rudá kněžka Stannise Baratheona. Je nesmírně stará, vydává se za krásnou ženu. Při setkání s Daenerys navrhla spojenectví s Jonem Sněhem a poté odplouvá ze Sedmi Království. Vrátila se do Západozemí krátce před bitvou s Bílými chodci a svou ohnivou magií pomohla zvítězit armáde živých. Zemřela na stáří poté, co si sundala náhrdelník a klesla do sněhu.
- {mistr Cressen}, mistr Dračího kamene. Otráven při pokusu otrávit Melisandru.
- Salladhor Saan, lysénský pirát, jeden z velitelů Stannisova loďstva

## Rod Boltonů
Páni Hrůzova, mocného severského hradu; zpočátku vazalové Starků. Drsný rod s nedobrou pověstí, jehož počátky sahají do Věku Hrdinů a jsou plné bojů se Starky. Boltonové se prý řídí heslem: „Nahý člověk může mít pár tajemství, ale z kůže stažený už nemá žádná.“ Lord Roose Bolton vychovával pouze nemanželského syna Ramsayho, když mu ale manželka porodila syna, Ramsay věděl, že pro něj v rodině nezbývá místo a tak otce, macechu i nemluvně zabil. Jejich slova zní: „Naše čepele jsou ostré“.
- lord {Roose Bolton}, pán Hrůzova, zabit Ramsaym.
  - {Ramsay Bolton}, Rooseův sadistický levoboček, kterého později jeho otec legitimoval s pomocí krále Tommena. Oženil se se Sansou Stark, aby tak upevnil svůj nárok na Zimohrad. Sežrán vlastními psy na povel své manželky.

Ve službách Boltonů:
- {Myranda}, Ramsayho milenka. Zemřela poté, co ji Theon shodil z hradby.
- {Locke}, lovec a boltonský kapitán, zabit Hodorem, když se pokoušel unést Brandona Starka.

## Rod Casselů
Casselové, je malý severský rod. Slouží jako strážci Severu na Zimohradu a jsou vazaly rodu Starků. Jelikož slouží na Zimohradu přizpůsobily tomu i svůj znak, který obsahuje 10 hlav bíblých vlků.
- ser {Rodrik Cassel}, zbrojmistr Zimohradu, kastelán. Zabit Ramsayem Boltonem při obléhání Zimohradu.
  - Beth Cassel, dcera Rodrika
- {Martyn Cassel}, bratr Rodrika. Zahynul v souboji u Věže radosti během Robertovy rebelie.
  - {Jory Cassel}, synovec Rodrika, velitel stráží na Zimohradu. Zabit serem Jaimem v souboji.

## Rod Freyů

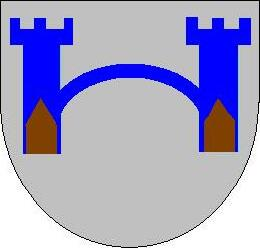
Erb Freyů

Freyové, vazalové Tullyů, přišli ke svému výjimečnému postavení postavením mostu přes řeku Trojzubec. Je to široko daleko jediný přechod, a tak mohou Freyové vybírat mýtné, hlavní zdroj jejich příjmů. Na obou stranách mostu jsou postaveny věže, slavná Dvojčata, Freyské sídlo. Téměř vymřelý rod zachránil lord, Walder Frey, jenž je považován za jediného muže v Západozemí, který je schopen postavit armádu z toho, co vzešlo z jeho kalhot. Dvojčata jsou přeplněná jeho syny, vnuky, pravnuky, bastardy a prabastardy. Devadesátiletý Walder Frey měl osmou manželku, než jej Arya zabila společně se dvěma jeho syny.
- lord {Walder Frey}, lord Přechodu, zabit Aryou Stark
  - lady {Joyeuse Frey},  lady Přechodu a manželka Waldera. Zabita Catelyn Stark během Rudé svatby.
  - {„Chromý“ Lothar Frey}, Walderův syn, obět Aryi, zapečen do koláče
  - Roslin Frey, Walderova dcera a manželka Edmura Tullyho.
  - {„Černý“ Walder Řeka}, Walderův levoboček, oběť Aryi, zapečen do koláče
  - {Tlustá“ Walda Frey},  Walderova vnučka a manželka Roose Boltona. Byla roztrhána Ramsayho psy společně se svým novorozeným synem.

## Rod Greyjoyů

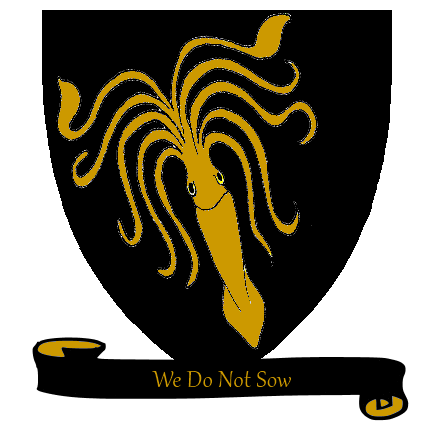
Erb Greyjoyů a jejich slova „My nesejeme “

Potomci bájného Šedého krále, páni Železných ostrovů se sídlem na Štítu. Greyjoyové se nikdy plně nesmířili s rolí „pouhých“ lordů, vždy skrytě toužili po posvátné koruně z naplaveného dříví, symbolu moci dávných ostrovních králů. Současný lord Balon Greyjoy se pokusil o vzpouru proti Železnému trůnu krátce po Robertově rebelii. Železná flotila však byla rychle poražena, dva z Balonových synů zabiti a poslední syn, teprve tříletý Theon, byl poslán na převýchovu na Zimohrad. Balonova touha po koruně však nikdy zcela nevyprchala. Slova Greyjoyů zní: „My nesejeme“
- lord {Balon Greyjoy}, lord Štítu a pán Železných ostrovů. Zabit svým bratrem Euronem, který ho shodil z mostu do moře.
  - Yara Greyjoy (v knize Aša), Balonova dcera
  - {Theon Greyjoy}, Balonův nejmladší syn a následník, vychováván na Zimohradě. Zajat a mučen Boltony, kteří mu dali přezdívku Smraďoch. Zemřel v bitvě o Zimohrad, když ho Noční král probodl oštěpem.
- {Euron Greyjoy}, Balonův bratr a jeho nástupce. Spojenec a milenec královny Cersei. Zabit serem Jaimem v souboji.

Ve službách Greyjoyů:
- {Dagmer „Rozseklý“}, jeden ze železných kapitánů. Byl stažen z kůže Ramsaym.
  - {Lorren}, nájezdník v Dagmerových službách. Byl stažen z kůže Ramsaym.
- {Ralf Kenning}, nájezdník. Zabit svým spolubojovníkem Adrackem, když Boltonové s pomocí Theona dobyli Kailinskou držbu.

## Rod Lannisterů

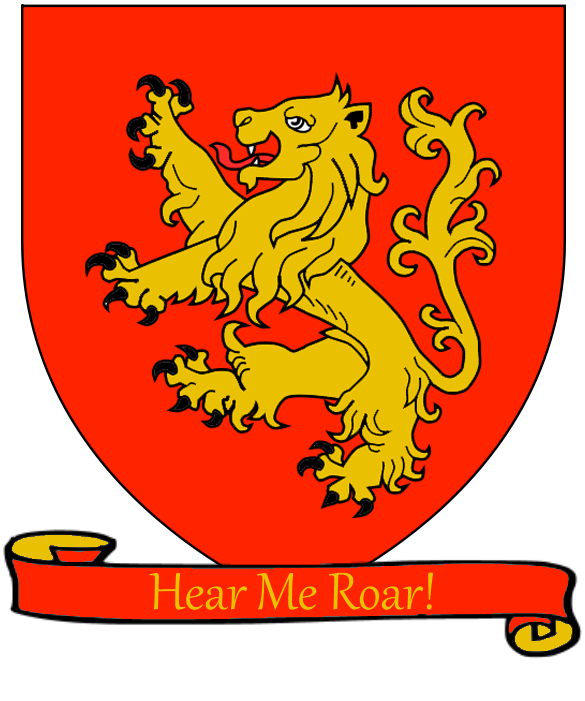
Erb Lannisterů a jejich slova: „Slyšte mne řvát“

Intrikánští Lannisterové jsou nejbohatším z velkých rodů. Sídlí na Casterlyově skále na západě země a mají přístup ke zdejším zlatým dolům. Hlava rodu, Tywin Lannister, svého času pobočník krále a velmi nadaný politik rodu zajistil (svou pochybnou rolí v rebelii, kdy lstí dobyl Královo přístaviště) místo opravdu prestižní, jeho dcera Cersei se vdala za samotného Roberta I. Baratheona. Jaime Lannister, osobní strážce minulého krále Aeryse, svého pána zavraždil a usnadnil tak Robertův nástup na trůn. Slova Lannisterů zní: „Slyšte mne řvát!“
- lord {Tywin Lannister}, lord Casterlyovy skály, strážce západu, obránce Lannisportu. Nejbohatší a díky tomu i nejmocnější muž v Západozemí. Když byl otráven jeho vnuk Joffrey Baratheon, předsedal zmanipulovanému soudu, který z vraždy pomocí falešných svědků chtěl usvědčit jeho syna Tyriona Lannisteraa. Ten jej pak za to zabil kuší.
  - ser {Jaime Lannister}. Člen Královské gardy postupně několika králů včetně Šíleného krále, jehož zabil a byl proto zván Králokat. Zajat armádou Roba Starka a na pokyn Catelyn Stark eskortován její gardistkou Brienne do Králova přístaviště k výměně za Sansu a Aryu Stark. Účastnil se u Zimohradu bitvy s Nočním králem. Zemřel pod sutinami Rudé bašty, když Daenerys zničila Královo přístaviště.
  - {Cersei Lannister}, manželka krále Roberta, Jaimeho sestra a milenka
  - Tyrion Lannister, zvaný Skřet, nejmladší syn lorda Tywina, po vraždě svého otce zaměstnán jako rádce Daenerys Targaryen
- ser {Kevan Lannister}, bratr lorda Tywina. Zemřel při výbuchu Baelorova septa.
  - {Lancel Lannister}, jeho syn, králův panoš, milenec Cersei Lannister
  - {Martyn Lannister}, jeho syn. Zabit lordem Rickardem Karstarkem.
  - {Willem Lannister}, jeho syn. Zabit lordem Rickardem Karstarkem.

ve službách Lannisterů:
- ser  {Gregor „Hora“ Clegane} Ohařův přerostlý starší bratr. Zemřel společně s Ohařem, když se zhroutil do plamenů.
- ser  {Amory Lorch}, lannisterský velitel. Zabit Jaqenem, který mu střelil do krku jedovatou šipku.
  - {Polliver}, žoldák, zabit Aryou Stark.
- ser Bronn z Černovody, původně žoldák, po bitvě na Černovodě pasován na rytíře. Jmenován správcem pokladny a lordem Vysoké zahrady.

## Rod Martellů

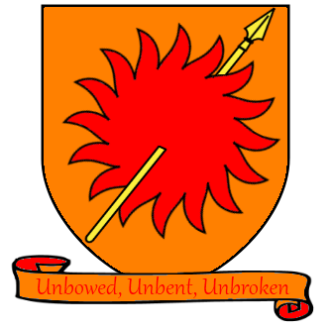
Erb Martellů a jejich slova: „Neskloněni, nepokořeni, nezlomeni“

Martellové, páni Slunečního oštěpu, žijí na jihu Západozemí v oblasti zvané Dorne. Po dlouhá léta se konaly sňatky mezi Martelly a Targaryeny. Mezi nimi a Lannistery od dávných dob panuje nepřátelství, které vražda Elii a jejich dětí na rozkaz lorda Tywina proměnila doslova ve studenou válku. Nebýt rozvážného klidu (mnohými v Dorne nazývaného zbabělostí) prince Dorana (vládcové Dorne se raději nazývají „princové“ než „králové“), jeho neteře – nemanželské dcery jeho bratra Oberyna – by dávno válku s Lannistery rozpoutaly.
- lord {Doran Martell}, dornský princ. Zabit Ellariou.
  - {Trystane Martell}, jeho jediný syn a dědic, snoubenec Myrcelly Baratheon. Zabit svou sestřenicí Obarou.
- {Elia Martell}, Doranova sestra a manželka Rhaegara Targaryena, zabita Gregorem Cleganem
- {Oberyn Martell}, „Rudá Zmije“, bratr prince Dorana, zabit Gregorem Cleganem.
  - Ellaria Písek, Oberynova milenka, nemanželská dcera dornského lorda.
  - {Obara Písek}, Oberynova nemanželská dcera. Byla zabita Euronem Greyjoyem během námořní bitvy.
  - {Nymeria „Nym“ Písek}, Oberynova nemanželská dcera. Byla zabita Euronem Greyjoyem během námořní bitvy.
  - {Tyene Písek}, nemanželská dcera Oberyna a Ellarie. Byla otrávena Cersei Lannister.

## Rod Mormontů

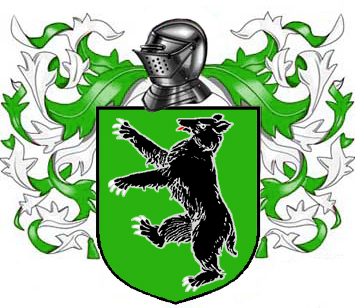
Erb Mormontů a jejich slova: „Zde stojíme“

Mormontové, páni Medvědího ostrova, jsou starým rodem severu a jedni z hlavních vazalů rodu Starků. Sídlí v Mormontské baště. Jejich ostrov je jedním z nejchudších. Byly majiteli meče z valyrijské oceli který Jeor Mormont, pán Medvědího ostrova daroval Jonu Sněhovi. Ženy z jejich rodu se od dětství učí bojovat, aby mohl bránit svůj domov. 
Mormontové nebyli původními majiteli ostrova, není ani jisté odkud přesně pochází. Původními majiteli ostrova byl rod Woodfootů. Po dobytí Železných ostrovů tento rod zanikl a ostrov zabral rod Hoareů. Poté, co král Severu Theon Stark zabil prince Ravose Hoarea získal ostrov Loron Greyjoy a po jeho smrti byl tehdy předán rodu Mormontů. Slova Mormontů zní: „Zde stojíme“.
- lord {Jeor Mormont} „Starý medvěd“, lord Medvědího ostrova, poté lord velitel Noční hlídky. Zabit svými vlastními muži během vzpoury v Krasterově pevnosti.
  - ser {Jorah Mormont} přezdívaný Jorah Andal, syn Jeora. Věrný spojenec královny Daenerys Targaryen. Zabit nemrtvými v bitvě o Zimohrad.
- lady {Maege Mormont} „Medvědice“, sestra Jeora a lady Medvědího ostrova. Zemřela během Války pěti králů.
  - {Dacey Mormont} dcera Maege a dědička Medvědího ostrova. Zabita na Rudé svatbě.
  - Alysane Mormont „Mladá medvědice“ dcera Maege.
  - Lyra Mormont dcera Maege.
  - Jorelle Mormont dcera Maege.
  - lady {Lyanna Mormont}, nejmladší dcera Maege a lady Medvědího ostrova. Zabita nemrtvým obrem v bitvě o Zimohrad.

## Rod Starků

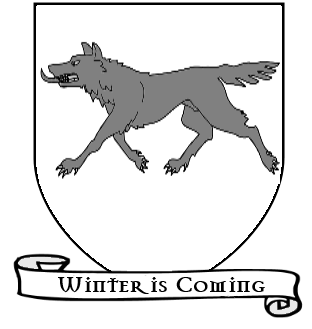
Erb Starků a jejich slova: „Zima se blíží“

Starkové jsou jeden ze sedmi největších a nejmocnějších rodů v Sedmi královstvích. Jejich sídlo je na Zimohradu odkud vládnou celému Severu od Šíje po Zeď. Stejně jako všechny severské rody věří ve staré bohy. Ve znaku mají šedého zlovlka na bílém poli. Slova Starků jsou: „Zima se blíží!“
- lord {Eddard „Ned“ Stark}, lord Zimohradu a strážce Severu
  - lady {Catelyn Stark}, manželka Eddarda z rodu Tullyů. Zabita na Rudé svatbě.
  - {Robb Stark}, dědic Zimohradu a král Severu. Měl přezdívku Mladý vlk. Zabit lordem Roosem Boltonem na Rudé svatbě.
  - Sansa Stark, starší dcera, manželka Tyriona Lannistera a Ramsayho Boltona. Byla korunována královnou Severu.
  - Arya Stark, mladší dcera, přítelkyně Gendryho a učednice Mužů bez tváře. Odplula na západ od Západozemí.
  - Brandon „Bran“ Stark, mladší syn, mrzák a měnič. Po smrti Daenerys byl zvolen králem Šesti království, jelikož Sever vyhlásil nezávislost.
  - {Rickon Stark}, nejmladší ze Starků, byl zajat severskými lordy a držen Ramsayem Boltonem na Zimohradu, který ho sám zastřelil šípem z luku.
  - Jon Sníh (Aegon Targaryen), původně znám jako Nedův nemanželský syn (později se ukáže, že je to syn jeho sestry). Lord velitel Noční hlídky a král Severu. Vyhnán za Zeď.
- {Benjen Stark}, Nedův mladší bratr, příslušník Noční hlídky.

ve službách Starků:
- mistr {Luwin}, léčitel a učitel. Zabit z milosti Ošou.
- ser {Rodrik Cassel}, zbrojmistr a kastelán Zimohradu
  - {Jory Cassel}, kapitán stráží, Rodrikův synovec.
- {septa Mordanel}, učitelka dcer lorda Eddarda
- Stará chůva, vypravěčka příběhů, kdysi kojná
  - {Hodor}, její vnuk, slabomyslný koňský pacholek. Zabit nemrtvými.
- Mikken, kovář a zbrojíř
- {Oša}, Divoká, služka. Zabita Ramsaym Boltonem.

nejvýznamnější vazalové rodu Starků:
- {Rickard Karstark}, lord Karské bašty. Popraven králem Robbem za zradu.
- {Roose Bolton}, lord Hrůzova (viz výše)
- „Velký“ Jon Umber, lord Posledního krbu
- Howland Reed, lord Stráže u Šedé vody
  - {Jojen Reed}, jeho syn, obdařen zeleným zrakem. Zabit z milosti svou sestrou Meerou, když ho napadli nemrtví.
  - Meera Reed, jeho dcera, zkušená lovkyně a přítelkyně Brana Starka.

## Rod Targaryenů

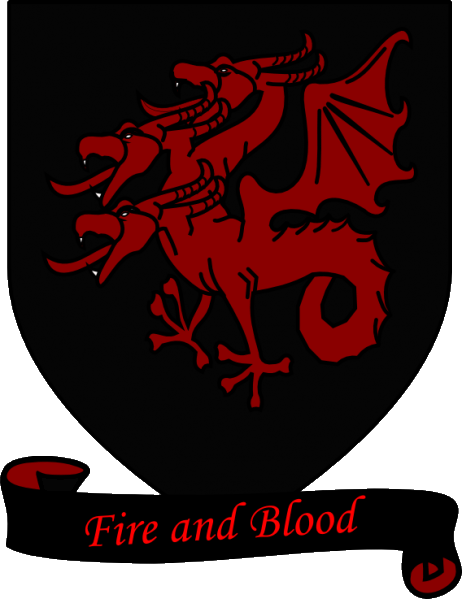
Erb Targaryenů a jejich slova: „Oheň a krev“

Targaryenové po 283 let ovládali Západozemí. Pak ale došlo k Robertově rebelii, při níž byli téměř všichni vyvražděni. Jediní přeživší, tříletý Viserys a právě narozená Daenerys, byli odsouzeni k životu ve vyhnanství pod ochranou Illyria Mopatise, magistra Pentosu.
- {Viserys III. Targaryen}, zvaný Žebrácký král, poslední mužský potomek Targaryenů, právoplatný král Železného trůnu. Korunován a zabit roztaveným zlatem.
- {Daenerys Targaryen} Viserysova krásná sestra, provdaná za dothrackého khala Droga, královna Meereenu a Matka draků. Zavražděna svým synovcem a milencem Jonem Sněhem.
- mistr {Aemon}, Viserysův a Daenerysin prastrýc, mistr na Černém hradě, zemřel stářím.

Ve službách Targaryenů:
- magistr Illyrio Mopatis, bohatý obchodník z Pentosu, hostitel Viseryse a Daenerys.
- {Irri}, {Jhiqui} a {Doreah}, Daenerysiny služebné. Irri byla uškrcena Doreou, která byla později uzamčena královnou Daenerys do trezoru.
- ser {Jorah Mormont}, exilový rytíř.
- Jon Sníh (Aegon Targaryen), syn {Lyanny Stark} a {Rhaegara Targaryena}, syna šíleného krále {Aeryse II. Targaryena}.

## Rod Tullyů

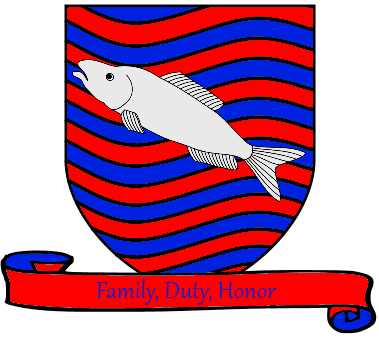
Erb Tullyů a jejich slova: „Rodina, povinnost, čest“

Rod Tullyů se sídlem v Řekotočí ovládá území přesně vprostřed Západozemí, zvané Říční krajiny. Vzhledem k jeho obtížně branitelným hranicím a úrodnosti tohoto kraje ho každá válka zasahuje nejvíce. Dlouhou dobu bylo také Řekotočí ovládáno cizinci, např. Železnými muži z ostrovů. Rod Tullyů, dříve prakticky bezvýznamný, získal toto území až během dobyvačného tažení Aegona Draka, kdy byl lord Tully jedním z prvních, kdo se přidali na stranu vítězů. V době popisované Hrou o Trůny jsou Tullyové dynasticky propojeni se Starky a Arryny, se kterými mají velmi dobré vztahy. Slova rodu Tullyů jsou: „Rodina, povinnost, čest“.
- {Hoster Tully}, lord Řekotočí, zemřel na následky dlouhodobé nemoci.
  - {Catelyn Stark}, starší dcera, provdaná za Neda Starka
  - {Lysa Arryn}, mladší dcera, poprvé provdaná za Jona Arryna, podruhé za Petyra Bališe.
  - ser Edmure Tully, dědic Řekotočí
- ser {Brynden Tully}, zvaný Černá ryba. Zemřel při obléhaní Řekotočí.

Nejvýznamnějším vazalem Tullyů je Walder Frey (viz výše).

## Rod Tyrellů

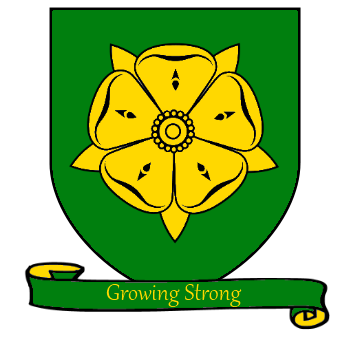
Erb Tyrellů a jejich slova: „Rosteme do síly“

Tyrellové vládnou Rovině už od dobytí Targaryenů. Jejich rodové sídlo je Vysoká zahrada, která leží na Růžové cestě z Králova přístaviště.
- lady {Olenna Tyrell}, ovdovělá matka lorda Maceho, zvaná Královna trnů. Otrávena serem Jaimem Lannisterem.
  - lord {Mace Tyrell}, pán Vysoké zahrady, strážce jihu, obránce Mokřad, nejvyšší vojenský velitel Roviny. Zemřel při výbuchu Baelorova septa.
    - ser {Loras Tyrell}, jeho syn, zvaný Květinový rytíř. Uvězněn pro svou homosexualitu. Zemřel při výbuchu Baelorova septa.
    - {Margaery Tyrell}, jeho dcera. Manželka krále Renlyho Baratheona, později se provdala za Joffreyho a za Tommena. Zemřela při výbuchu Baelorova septa.

## Bratrstvo bez praporců
Skupina psanců a partyzánů, jenž operuje v Říčních krajinách. Samozvaní ochránci obyčejných lidí Západozemí před zlovůlí pánů.
- „Bleskurychlý lord“ Berik Dondarrion, exilový lord Černoazylu, vůdce Bratrstva bez praporců. Zabit nemrtvými v bitvě o Zimohrad.
  - Thoros z Myru, rudý kněz a válečník, zemřel při Jonově výpravě za Zeď.
  - Anguy, vynikající lukostřelec.

## Divocí
Svobodný lid, obyvatelstvo nehostinných severních krajin za Zdí. Jsou rozděleni do mnoha kmenů, jsou hrdí a nikomu se neklanějí. Jednou za mnoho let se vždy najde někdo, kdo dokáže Divoké sjednotit, a vytáhne na Zeď. Ještě žádný následující bitvu proti Noční hlídce nevyhrál.
- {Mance Nájezdník}, král za Zdí, sjednotitel Divokých a bývalý bratr Noční hlídky. Měl být upálen na příkaz Stannise Baratheona, ale byl zabit z milosti Jonem Sněhem.
- Tormund Obrozhouba, legendární nájezdník a Manceův přítel. Po porážce Bílých chodců se vrátil za Zeď.
- {Chřestivá košile}, zvaný Pán kostí, nájezdník. Zabit Tormundem.
- {Orell}, kožoměnec a průzkumník, zabit Jonem Sněhem.
- {Ygritte}, kopinice a milenka Jona Sněha, zastřelena Ollym v bitvě o Černý hrad.
- {Styr}, magnar Thennu, obávaný válečník, zabit Jonem Sněhem v bitvě o Černý hrad.
- {Loboda}, Thennský starší, zabit Bílým chodcem v Tvrdodomově.
- {Karsi}, starší kmenů od Ledové řeky, roztrhána nemrtvými v Tvrdodomově.
- {Kraster}, pán Krasterovy bašty. Zabit členy Noční hlídky během vzpoury.
  - Fialka, jeho dcera/manželka, milenka Samwella Tarlyho.
- {Mocný Mag}, král obrů. Zabit muži z Noční hlídky v bitvě o Černý hrad.
  - {Wun Wun}, obr. Ramsay Bolton ho zastřelil šípem během Bitvy bastardů.

## Noční hlídka
Starobylý řád, bránící Západozemí na hradbách Zdi proti všemu, co leží za ní. Bratři Noční hlídky žijí v celibátu, chodí v černém a volí si své vlastní velitele. Kdysi bylo členství v Noční hlídce prestižní, dnes již její řady plní jen zločinci a dobrodruzi, kteří tam byli odvedeni.
- lord {Jeor Mormont} „Starý medvěd“, lord velitel.
  - {Benjen Stark}, první průzkumník, bratr Neda Starka. Při jedné ze svých výprav za Zeď téměř zemřel a částečně se proměnil v Nemrtvého, před čímž ho zachránily Děti lesa. Zemřel, když chránil Jona Sněha.
    - ser {Waymar Royce}, zabit Jinými
    - {Gared}, zabit Jinými
    - {Will}, zběhl po setkání s Jinými, sťat Eddardem Starkem

  - {Othell Yarwick}, První stavitel, popraven Jonem za zradu.
  - {Bowen Marsh}, První majordomus, popraven Jonem za zradu.
  - ser {Alisser Thorne}, cvičitel nových bratrů Noční hlídky, popraven Jonem za zradu.
    - Jon Sníh, Samwell Tarly, {Bolestínský Edd}, {Pyp}, {Grenn}, rekruti

  - mistr {Aemon Targaryen}, mistr na Černém hradě
  - {Qhorin Půlruký}, pán Stínové věže a zkušený průzkumník. Zabit Jonem Sněhem.
  - ser Denys Mallister, pán Východní hlídky

## Obsazení

### Hlavní postavy
Tabulka obsahuje hlavní postavy, které byly řečeny v úvodních titulcích.
| Herci                  | Postavy            | Řady            | Řady            | Řady            | Řady            | Řady            | Řady            | Řady            | Řady            |
| Herci                  | Postavy            | 1               | 2               | 3               | 4               | 5               | 6               | 7               | 8               |
| ---------------------- | ------------------ | --------------- | --------------- | --------------- | --------------- | --------------- | --------------- | --------------- | --------------- |
| Sean Bean              | Ned Stark          | hlavní          | Does not appear | Does not appear | Does not appear | Does not appear | vedlejší        | hostující       | Does not appear |
| Mark Addy              | Robert Baratheon   | hlavní          | Does not appear | Does not appear | Does not appear | Does not appear | Does not appear | Does not appear | Does not appear |
| Nikolaj Coster-Waldau  | Jaime Lannister    | hlavní          | hlavní          | hlavní          | hlavní          | hlavní          | hlavní          | hlavní          | hlavní          |
| Michelle Fairleyová    | Catelyn Stark      | hlavní          | hlavní          | hlavní          | Does not appear | Does not appear | Does not appear | Does not appear | Does not appear |
| Lena Headeyová         | Cersei Lannister   | hlavní          | hlavní          | hlavní          | hlavní          | hlavní          | hlavní          | hlavní          | hlavní          |
| Emilia Clarkeová       | Daenerys Targaryen | hlavní          | hlavní          | hlavní          | hlavní          | hlavní          | hlavní          | hlavní          | hlavní          |
| Iain Glen              | Jorah Mormont      | hlavní          | hlavní          | hlavní          | hlavní          | hlavní          | hlavní          | hlavní          | bude oznámeno   |
| Aidan Gillen           | Petyr Baeliš       | hlavní          | hlavní          | hlavní          | hlavní          | hlavní          | hlavní          | hlavní          | Does not appear |
| Harry Lloyd            | Viserys Targaryen  | hlavní          | Does not appear | Does not appear | Does not appear | Does not appear | Does not appear | Does not appear | Does not appear |
| Kit Harington          | Jon Sníh           | hlavní          | hlavní          | hlavní          | hlavní          | hlavní          | hlavní          | hlavní          | hlavní          |
| Sophie Turner          | Sansa Stark        | hlavní          | hlavní          | hlavní          | hlavní          | hlavní          | hlavní          | hlavní          | hlavní          |
| Maisie Williamsová     | Arya Stark         | hlavní          | hlavní          | hlavní          | hlavní          | hlavní          | hlavní          | hlavní          | hlavní          |
| Richard Madden         | Robb Stark         | hlavní          | hlavní          | hlavní          | Does not appear | Does not appear | Does not appear | Does not appear | Does not appear |
| Alfie Allen            | Theon Greyjoy      | hlavní          | hlavní          | hlavní          | hlavní          | hlavní          | hlavní          | hlavní          | bude oznámeno   |
| Isaac Hempstead Wright | Bran Stark         | hlavní          | hlavní          | hlavní          | hlavní          | Does not appear | hlavní          | hlavní          | hlavní          |
| Jack Gleeson           | Joffrey Baratheon  | hlavní          | hlavní          | hlavní          | hlavní          | Does not appear | Does not appear | Does not appear | Does not appear |
| Rory McCann            | Sandor Clegane     | hlavní          | hlavní          | hlavní          | hlavní          | Does not appear | hlavní          | hlavní          | hlavní          |
| Peter Dinklage         | Tyrion Lannister   | hlavní          | hlavní          | hlavní          | hlavní          | hlavní          | hlavní          | hlavní          | hlavní          |
| Jason Momoa            | Khal Drogo         | hlavní          | hostující       | Does not appear | Does not appear | Does not appear | Does not appear | Does not appear | Does not appear |
| Charles Dance          | Tywin Lannister    | vedlejší        | hlavní          | hlavní          | hlavní          | hostující       | Does not appear | Does not appear | Does not appear |
| Liam Cunningham        | Davos Mořský       | Does not appear | hlavní          | hlavní          | hlavní          | hlavní          | hlavní          | hlavní          | hlavní          |
| John Bradley           | Samwell Tarly      | vedlejší        | hlavní          | hlavní          | hlavní          | hlavní          | hlavní          | hlavní          | hlavní          |
| Natalie Dormerová      | Margaery Tyrell    | Does not appear | hlavní          | hlavní          | hlavní          | hlavní          | hlavní          | Does not appear | Does not appear |
| Stephen Dillane        | Stannis Baratheon  | Does not appear | hlavní          | hlavní          | hlavní          | hlavní          | Does not appear | Does not appear | Does not appear |
| Carice van Houtenová   | Melisandra z Ašaje | Does not appear | hlavní          | hlavní          | hlavní          | hlavní          | hlavní          | hlavní          | bude oznámeno   |
| James Cosmo            | Jeor Mormont       | vedlejší        | hlavní          | hlavní          | Does not appear | Does not appear | Does not appear | Does not appear | Does not appear |
| Jerome Flynn           | Bronn z Černovody  | vedlejší        | hlavní          | hlavní          | hlavní          | hlavní          | hlavní          | hlavní          | bude oznámeno   |
| Conleth Hill           | Varys              | vedlejší        | hlavní          | hlavní          | hlavní          | hlavní          | hlavní          | hlavní          | bude oznámeno   |
| Sibel Kekilli          | Šae                | vedlejší        | hlavní          | hlavní          | hlavní          | Does not appear | Does not appear | Does not appear | Does not appear |
| Rose Leslie            | Ygritte            | Does not appear | vedlejší        | hlavní          | hlavní          | Does not appear | Does not appear | Does not appear | Does not appear |
| Oona Chaplin           | Talisa Maegyr      | Does not appear | vedlejší        | hlavní          | Does not appear | Does not appear | Does not appear | Does not appear | Does not appear |
| Joe Dempsie            | Gendry             | vedlejší        | vedlejší        | hlavní          | Does not appear | Does not appear | Does not appear | hlavní          | bude oznámeno   |
| Kristofer Hivju        | Tormund Obrozhouba | Does not appear | Does not appear | vedlejší        | hlavní          | hlavní          | hlavní          | hlavní          | bude oznámeno   |
| Hannah Murrayová       | Fialka             | Does not appear | vedlejší        | vedlejší        | hlavní          | hlavní          | hlavní          | hlavní          | bude oznámeno   |
| Gwendoline Christie    | Brienne z Tarthu   | Does not appear | vedlejší        | vedlejší        | hlavní          | hlavní          | hlavní          | hlavní          | bude oznámeno   |
| Iwan Rheon             | Ramsay Bolton      | Does not appear | Does not appear | vedlejší        | hlavní          | hlavní          | hlavní          | Does not appear | Does not appear |
| Indira Varma           | Ellaria Písek      | Does not appear | Does not appear | Does not appear | vedlejší        | hlavní          | hlavní          | hlavní          | Does not appear |
| Michiel Huisman        | Daario Naharis     | Does not appear | Does not appear | vedlejší        | vedlejší        | hlavní          | hlavní          | Does not appear | bude oznámeno   |
| Nathalie Emmanuel      | Missandei          | Does not appear | Does not appear | vedlejší        | vedlejší        | hlavní          | hlavní          | hlavní          | bude oznámeno   |
| Tom Wlaschiha          | Jaqen H'ghar       | hostující       | vedlejší        | Does not appear | Does not appear | hlavní          | hlavní          | Does not appear | bude oznámeno   |
| Dean-Charles Chapman   | Tommen Baratheon   | vedlejší        | vedlejší        | Does not appear | vedlejší        | hlavní          | hlavní          | Does not appear | Does not appear |
| Michael McElhatton     | Roose Bolton       | Does not appear | vedlejší        | vedlejší        | vedlejší        | hlavní          | hlavní          | Does not appear | Does not appear |
| Jonathan Pryce         | Nejvyšší vrabčák   | Does not appear | Does not appear | Does not appear | Does not appear | vedlejší        | hlavní          | Does not appear | Does not appear |